# André Hunebelle
André Hunebelle (Meudon, 1º de setembro de 1896 - Nice, 27 de novembro de 1985) foi um diretor francês. Sendo um dos diretores franceses de maior sucesso, trabalhou com personalidades tais como Louis de Funès, Jean Marais e Claude Jade. Ele dirigiu a trilogia Fantômas e a série de filmes original do agente OSS 117.

## Biografia
André Henri Hunebelle nasceu em 1º de setembro de 1896 na 15 rue des Potagers em Meudon, filho de Édouard Benjamin Joseph Hunebelle, engenheiro e cavaleiro da Legião de Honra, e de Marie Thérèse Garambois.
A sua família paterna, descendente de ferreiros de Aire-sur-la-Lys, tornou-se muito poderosa na segunda parte do século XIX, lançando-se na construção ferroviária, depois na política - nas prefeituras de Clamart e Deauville - e nos negócios. Suas tias Gabrielle e Blanche casaram-se, respectivamente, com os estadistas Georges Cochery e Georges Pallain, e sua prima Louise com o doutor Fernand Lamaze. Engenheiro, seu pai tornou-se proprietário de uma fazenda e prefeito na Argélia, onde André se casou pela primeira vez em 1919.
Embora seu pai já tivesse se interessado pela área, como evidenciado pelo depósito de uma patente de dispositivo de projeção em 1896, André Hunebelle iniciou tarde sua carreira cinematográfica. Depois de se preparar para a École Polytechnique, como havia feito seu pai, alistou-se no exército em 1915, antes da convocação enquanto estava no segundo ano de Math Spé.
Em 3 de setembro de 1936, em Argel, André Hunebelle casou-se com Yvonne Aziza Chamberlain, de quem se divorciou em 1958. Em 11 de julho de 1972, ele se casou novamente com Yvonne Aziza Chamberlain em Meudon. Yvonne nasceu em 18 de outubro de 1915 em Falmouth, no Reino Unido, e morreu em 27 de setembro de 1994 em Nice.

### Vidraria

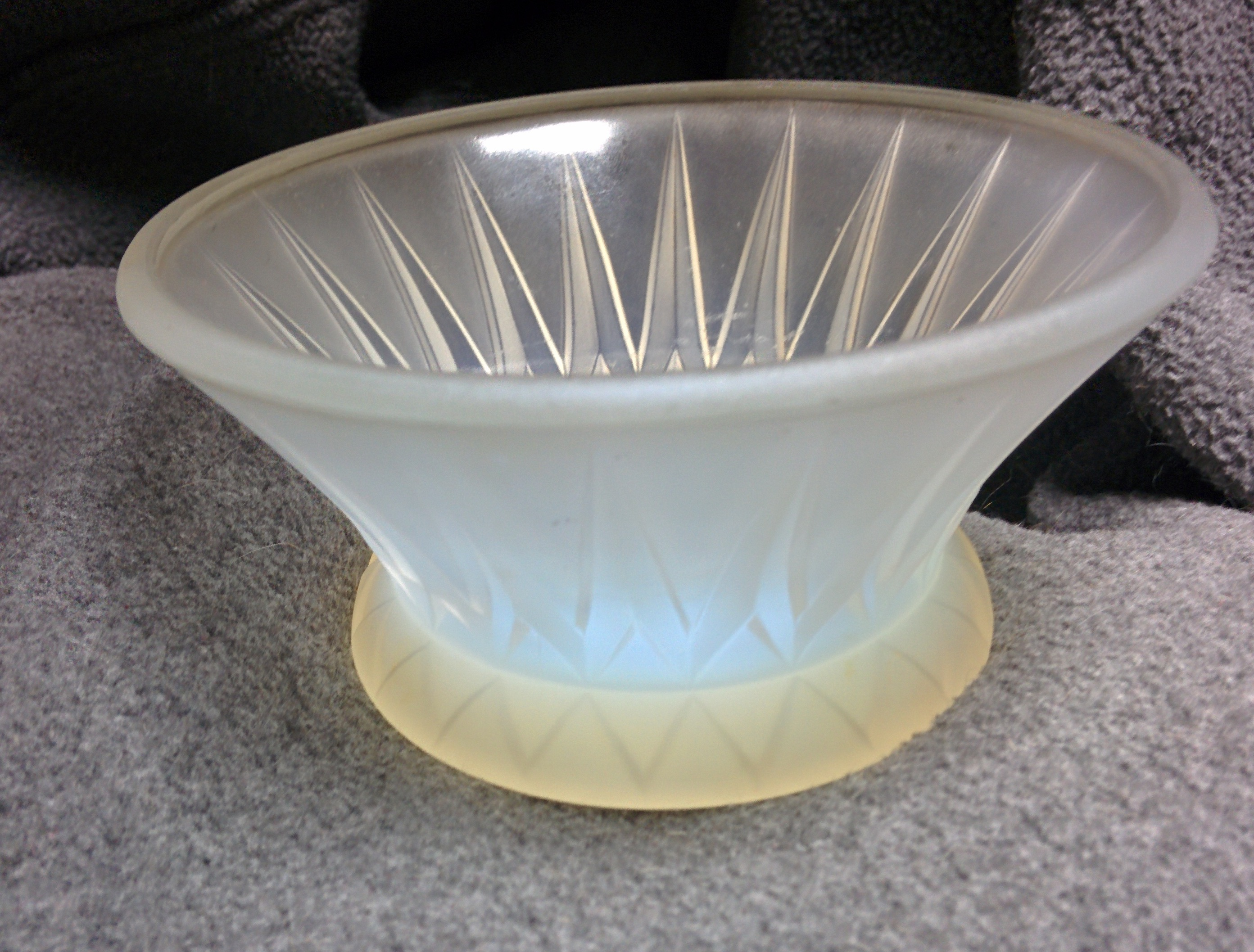
Tigela pequena no padrão "cacto" de André Hunebelle, c. 1930.

Em 1925, André Hunebelle obteve um cargo de responsabilidade numa vidraria semi-industrial em dificuldade. Abraçando todas as vertentes desta profissão, tornou-se um criador para relançar o negócio. Suas primeiras obras (principalmente vasos, lustres e cinzeiros) ainda estão imbuídas do floral e abundante estilo Art nouveau. Eles se purificam e "geometrizam" respeitando as proporções das criações da natureza e fazem parte da transição para a Art déco. Entre 1927 e 1931 publicou os seus copos de mesa que distribuiu abrindo uma loja na Avenue des Champs-Élysées, em Paris.

### Cinema
A actividade de Hunebelle como mestre vidreiro cessou em 1938 e a sua reconversão à indústria cinematográfica ocorreu em 1941 quando se tornou produtor, e depois diretor, de filmes, sob a marca PAC (Production Artistique et Cinématographique / Produção Artística e Cinematográfica) tendo a sede localizada na rue Marbeuf, 26, no 8º arrondissement de Paris.
Ele lançou a carreira de Michel Audiard como roteirista e escritor de diálogos com o filme Mission à Tangier, no qual Audiard mostra imediatamente seu senso de réplica muito particular. Durante sua carreira, trabalhou frequentemente com certos atores e dublês, incluindo Claude Carliez, François Nadal, Gil Delamare e Guy Delorme. Depois de ter dirigido inúmeras comédias como Os Três Mosqueteiros, Monsieur Taxi, Minha Mulher É Maravilhosa, Táxi, Roulotte e Corrida, abandonou esse gênero e se aprofundou no filme de capa de espada com Cadete Rousselle em 1954 e depois Le Bossu em 1959.
Considerado aquele que tirou Louis de Funès do anonimato ao dar-lhe o papel principal no filme Taxi, Roulotte et Corrida, dirigiu-o diversas vezes em sua carreira, entre outras com Jean Marais, com Mylène Demongeot e com Jacques Dynam, em sua trilogia Fantômas.
Depois de Fantômas, o filme Sob o Signo de Monte Cristo, uma adaptação moderna, marca mais uma vez uma mistura de gêneros entre seus filmes de capa e espada e suas comédias de aventura, marcada pelos três eixos seguintes: Paul Barge como herói comparável a Marais, jovens estrelas como Claude Jade ou Anny Duperey como heroína, e um elenco de veteranos como Pierre Brasseur, Michel Auclair e Raymond Pellegrin (também a voz de seus Fantômas, embora interpretado por Marais, sob o "capuz" do personagem). A maior parte dos diálogos dos filmes de Hunebelle são assinados por Jean Halain, seu filho, que posteriormente se tornou roteirista de Louis de Funès. Sua filha Anne-Marie, que já foi atriz, casou-se com Jean Marion, compositor de várias trilhas sonoras dos filmes de André.
André Hunebelle morreu aos 89 anos em Nice, em 27 de novembro de 1985, e foi cremado.

## Filmografia

### Diretor
| Nº | Ano  | Título                                           | Detalhes                                              |
| -- | ---- | ------------------------------------------------ | ----------------------------------------------------- |
| 1  | 1948 | Métier de fous                                   |                                                       |
| 2  | 1949 | Millionnaires d'un jour                          |                                                       |
| 3  | 1949 | Mission à Tanger                                 |                                                       |
| 4  | 1950 | Méfiez-vous des blondes                          |                                                       |
| 5  | 1951 | Ma femme est formidable                          |                                                       |
| 6  | 1952 | Massacre en dentelles                            |                                                       |
| 7  | 1952 | Monsieur Taxi                                    |                                                       |
| 8  | 1953 | Les Trois Mousquetaires                          |                                                       |
| 9  | 1953 | Mon mari est merveilleux                         |                                                       |
| 10 | 1954 | Cadet Rousselle                                  |                                                       |
| 11 | 1955 | Treize à table                                   |                                                       |
| 12 | 1955 | L'Impossible Monsieur Pipelet                    |                                                       |
| 13 | 1956 | Mannequins de Paris                              |                                                       |
| 14 | 1957 | Casino de Paris                                  |                                                       |
| 15 | 1957 | Les Collégiennes                                 |                                                       |
| 16 | 1958 | Les femmes sont marrantes                        |                                                       |
| 17 | 1958 | Taxi, Roulotte et Corrida                        |                                                       |
| 18 | 1959 | Le Bossu                                         |                                                       |
| 19 | 1959 | Arrêtez le massacre                              |                                                       |
| 20 | 1960 | Le Capitan                                       |                                                       |
| 21 | 1961 | Le Miracle des loups                             |                                                       |
| 22 | 1962 | Les Mystères de Paris                            |                                                       |
| 23 | 1963 | OSS 117 se déchaîne                              |                                                       |
| 24 | 1963 | Méfiez-vous, mesdames                            |                                                       |
| 25 | 1964 | Banco à Bangkok pour OSS 117                     |                                                       |
| 26 | 1964 | Fantômas                                         |                                                       |
| 27 | 1965 | Furia à Bahia pour OSS 117                       |                                                       |
| 28 | 1965 | Fantômas se déchaîne                             |                                                       |
| 29 | 1967 | Fantômas contre Scotland Yard                    |                                                       |
| 30 | 1968 | Pas de roses pour OSS 117                        | Co-dirigido com Renzo Cerrato e Jean-Pierre Desagnat. |
| 31 | 1968 | Sous le signe de Monte-Cristo                    |                                                       |
| 32 | 1973 | Joseph Balsamo                                   |                                                       |
| 33 | 1974 | Les Quatre Charlots mousquetaires                |                                                       |
| 34 | 1974 | Les Charlots en folie : À nous quatre Cardinal ! |                                                       |
| 35 | 1978 | Ça fait tilt                                     |                                                       |

### Roteirista
| Nº | Ano  | Título                       |
| -- | ---- | ---------------------------- |
| 1  | 1958 | Taxi, Roulotte et Corrida    |
| 2  | 1959 | Le Bossu                     |
| 3  | 1960 | Le Capitan                   |
| 4  | 1963 | OSS 117 se déchaîne          |
| 5  | 1964 | Banco à Bangkok pour OSS 117 |
| 6  | 1965 | Furia à Bahia pour OSS 117   |

### Produtor
| Nº | Ano  | Título                          | Detalhes                                              |
| -- | ---- | ------------------------------- | ----------------------------------------------------- |
| 1  | 1947 | Rendez-vous à Paris             |                                                       |
| 2  | 1949 | Millionnaires d'un jour         |                                                       |
| 3  | 1951 | Ma femme est formidable         |                                                       |
| 4  | 1952 | Monsieur Taxi                   |                                                       |
| 5  | 1953 | Les Trois Mousquetaires         |                                                       |
| 6  | 1966 | Estouffade à la Caraïbe         | Dirigido por Jacques Besnard.                         |
| 7  | 1967 | Atout cœur à Tokyo pour OSS 117 | Dirigido por Michel Boisrond.                         |
| 8  | 1967 | Le Vieil Homme et l'Enfant      | Dirigido por Claude Berri.                            |
| 9  | 1968 | Pas de roses pour OSS 117       | Co-dirigido com Renzo Cerrato e Jean-Pierre Desagnat. |

## Bilheteria
| Nº | Filme                                           | Ano  | Bilheteria na França |
| -- | ----------------------------------------------- | ---- | -------------------- |
| 1  | Le Bossu                                        | 1959 | 5.826.584 entradas   |
| 2  | Les Trois Mousquetaires                         | 1953 | 5.354.739 entradas   |
| 3  | Le Capitan                                      | 1960 | 5.177.612 entradas   |
| 4  | Fantomas                                        | 1964 | 4.492.419 entradas   |
| 5  | Fantomas se déchaîne                            | 1965 | 4.212.446 entradas   |
| 6  | Cadet Rousselle                                 | 1954 | 3.995.795 entradas   |
| 7  | Le Miracle des loups                            | 1961 | 3.784.157 entradas   |
| 8  | Fantomas contre Scotland Yard                   | 1967 | 3.557.971 entradas   |
| 9  | Casino de Paris                                 | 1957 | 2.985.263 entradas   |
| 10 | Banco à Bangkok pour OSS 117                    | 1964 | 2.934.442 entradas   |
| 11 | Les Mystères de Paris                           | 1962 | 2.759.906 entradas   |
| 12 | Furia à Bahia pour OSS 117                      | 1965 | 2.686.432 entradas   |
| 13 | Ma femme est formidable                         | 1951 | 2.632.597 entradas   |
| 14 | L'Impossible Monsieur Pipelet                   | 1955 | 2.591.219 entradas   |
| 15 | Taxi, Roulotte et Corrida                       | 1958 | 2.542.671 entradas   |
| 16 | Méfiez-vous des blondes                         | 1950 | 2.525.659 entradas   |
| 17 | OSS 117 se déchaîne                             | 1963 | 2.329.798 entradas   |
| 18 | Mission à Tanger                                | 1949 | 2.279.374 entradas   |
| 19 | Millionnaires d'un jour                         | 1949 | 2.197.454 entradas   |
| 20 | Les Quatre Charlots mousquetaires               | 1974 | 2.190.139 entradas   |
| 21 | Monsieur Taxi                                   | 1952 | 1.929.310 entradas   |
| 22 | Massacre en dentelles                           | 1952 | 1.879.788 entradas   |
| 23 | Métier de fous                                  | 1948 | 1.633.299 entradas   |
| 24 | Mon mari est merveilleux                        | 1953 | 1.605.796 entradas   |
| 25 | Treize à table                                  | 1955 | 1.569.170 entradas   |
| 26 | Mannequins de Paris                             | 1956 | 1.392.776 entradas   |
| 27 | Les Charlots en folie: À nous quatre Cardinal ! | 1974 | 1.386.200 entradas   |
| 28 | Les Collégiennes                                | 1956 | 1.352.658 entradas   |
| 29 | Pas de roses pour OSS 117                       | 1968 | 1.226.223 entradas   |
| 30 | Méfiez-vous, mesdames                           | 1963 | 1.189.937 entradas   |
| 31 | Arrêtez le massacre                             | 1959 | 1.076.284 entradas   |
| 32 | Les femmes sont marrantes                       | 1957 | 994.522 entradas     |
|    | Total                                           | -    | 84.292.640 entradas  |